# Yeshiva University
Yeshiva University – prywatny uniwersytet badawczy, w którego skład wchodzą cztery kampusy na terenie Nowego Jorku oraz jeden w Izraelu. Uczelnia składa się z trzech szkół pierwszego stopnia: Yeshiva College, Stern College for Women oraz Syms School of Business. Łączą one współczesną edukację akademicką z nauczaniem Tory.
Yeshiva University jest niezależną instytucją, która usankcjonowana została w 1897 roku przez radę regencką rządowej organizacji nadrzędnej (umbrella organization) stanu Nowy Jork (Board of Regents of the University of the State of New York). Uczelnia jest akredytowana przez stowarzyszenie Middle States Commission on Higher Education i inne wyspecjalizowane profesjonalne agencje.

## Historia

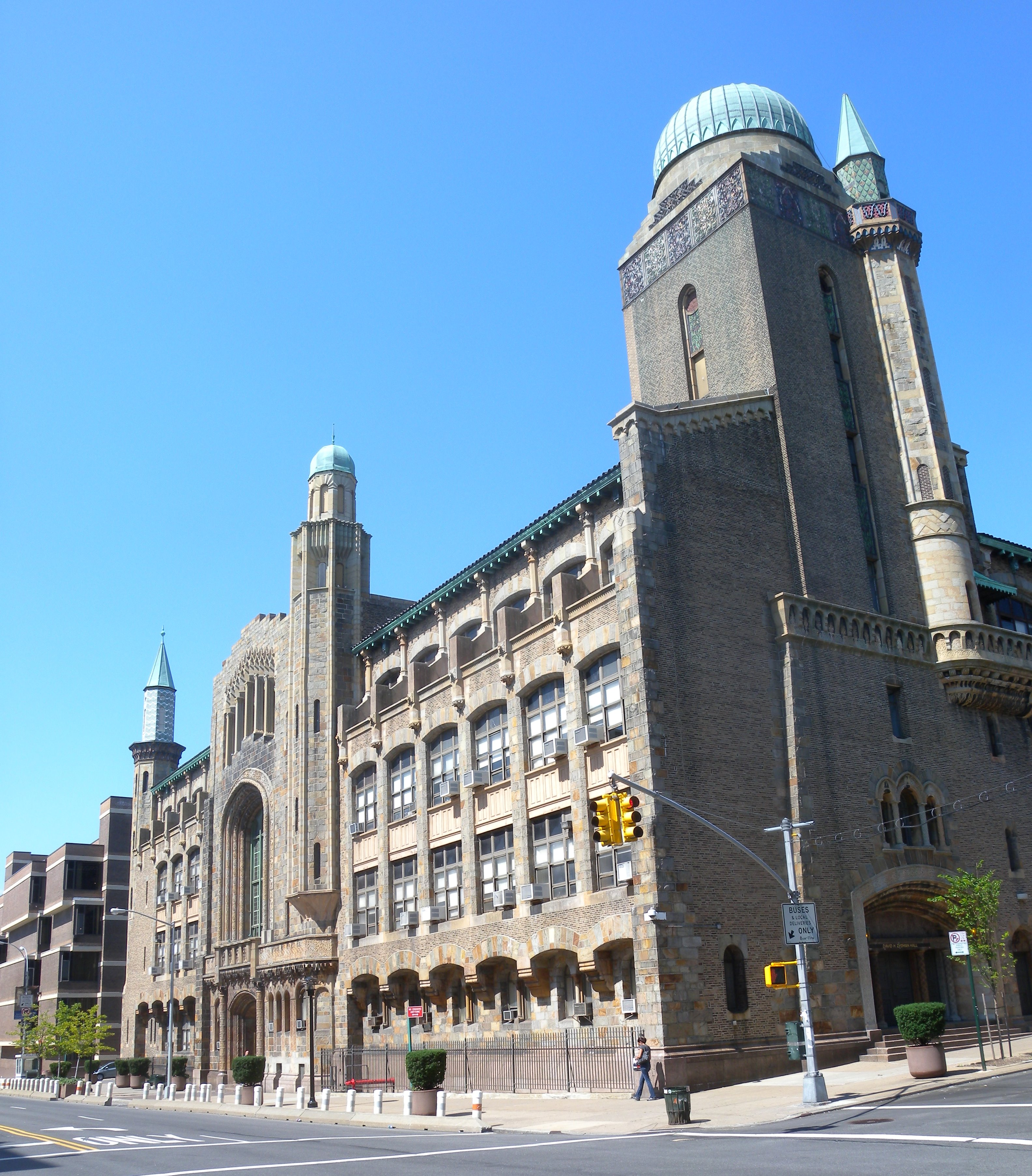
David H. Zysman Hall (w uniwersyteckim Wilf Campus), budynek w stylu neomauretańskim, który mieści YUHSB i byłą główną salę bet midraszu (do studiowania Tory).

Placówka edukacyjna powstała 15 marca 1886 roku jako szkoła dla chłopców, Etz Chaim Yeshiva (tłum. drzewo życia); tę najstarszą jesziwę założyli imigranci z Europy Wschodniej w manhattańskiej dzielnicy, Lower East Side. Było to pierwsze ortodoksyjne seminarium rabiniczne i pierwsza elementarna jesziwa ze świeckim wydziałem w Ameryce. Początkowo placówka zlokalizowana była w Mariampol Synagogue, na 1. piętrze (second floor) sklepu odzieżowego przy 44 East Broadway. Wówczas dyrektorem był Rabin Yehuda David Bernstein, a wśród pierwszych opiekunów było kilku krawców, kupców odzieżowych oraz handlarzy nieruchomościami. Etz Chaim była całodniową szkołą zapewniającą studiowanie i zgłębianie Talmudu, Biblii oraz Szulchan aruchu (kodeksu prawa żydowskiego) przez chłopców, natomiast nauki świeckie obejmowały jedynie niewielką część dnia. W 1887 roku wynajęto pomieszczenia przy 47 East Broadway, a trzy lata później placówkę przeniesiono do małego domu przy 1 Canal Street.
W 1897 roku jesziwę ulokowano przy 85 Henry Street, gdzie mieściła się aż do 1915 roku. W 1897 roku Etz Chaim Yeshiva uległa reorganizacji tworząc Rabbi Isaac Elchanan Theological Seminary (RIETS).
W 1928 roku seminarium przeniesiono do budynku przy Amsterdam Avenue i West 184th Street w Washington Heights i placówkę przemianowano na Yeshiva College. W 1932 roku w Yeshiva College odbyła się pierwsza uroczystość zakończenia studiów i wręczenia dyplomów, w której udział wzięło 19 studentów. W październiku 1934 roku władze uczelni nadały Albertowi Einsteinowi tytuł doktora honoris causa.
W 1941 roku Yeshiva College powołał rabina Josepha B. Soloveitchika na stanowisko rosz jesziwy (dziekana) w Rabbi Isaac Elchanan Theological Seminary, który zastąpił swojego ojca.
Pod koniec 2012 roku władze Yeshiva University otrzymały od stowarzyszenia Middle States Commission on Higher Education ostrzeżenie, że – zgodnie z wymogami agencji akredytacyjnej i przekazanymi przez uniwersytet informacjami – placówce może grozić utrata akredytacji. Przedstawiciele komisji stwierdzili, że nie ma wystarczających dowodów na to, że uniwersytet przestrzega dwóch standardów: dotyczącego zarządzania wydziałami oraz oceny kształcenia studentów. W czerwcu 2014 roku MSCHE potwierdziła akredytację, ale poprosiła o raport z postępu prac: „dowody na to, że informacje na temat oceny nauczania studentów służą poprawie nauczania i uczenia się”. W listopadzie 2016 roku raport ten został zaakceptowany przez komisję.
W 2016 roku Yeshiva University miała przekazać łącznie 465 milionów USD (prawie połowę z 1 mld USD darowizn) na rzecz Albert Einstein School of Medicine. Spowodowane było to tym, że uczelnia medyczna, która dotychczas wchodziła w skład YU, stała się częścią odrębnego, nowo utworzonego, wspólnie z Montefiore Health System, joint venture. Przed 2016 rokiem szkoła Einsteina traciła rocznie dziesiątki milionów dolarów. Yeshiva University, który borykał się wówczas z najgorszym kryzysem finansowym, wyodrębnił tę szkołę, która była w dużej mierze odpowiedzialna za problemy finansowe uczelni (w tym za duże deficyty w budżecie i obniżenie przez agencje ratingowe statusu kredytowego).